# Eczacıbaşı SK
Eczacıbaşı SK är en sportklubb i Istanbul, Turkiet. 
Klubben har tidigare ägnat sig åt basketboll (där de vunnit 8 turkiska titlar), bordtennis (13 titlar) och herrvolleyboll (12 titlar). Numera fokuserar klubben på sitt damlag i volleyboll, som (2022) blivit turkiska mästare 16 gånger.